# Wycliffe Bijbelvertalers
Wycliffe Bijbelvertalers is een christelijke zendingsorganisatie die als doel heeft de Bijbel wereldwijd te vertalen in elke levende taal, met name in culturen waar nog weinig christelijke invloeden zijn. Wycliffe werd in 1942 opgericht door William Cameron Townsend. In 2017 heeft de organisatie afdelingen in meer dan vijftig landen, waaronder Nederland. De organisatie is vernoemd naar John Wycliffe, die in de 14e eeuw de Bijbel vertaalde in het Engels.

## Geschiedenis Wycliffe
"Als jouw God zo machtig is, waarom spreekt Hij dan mijn taal niet?" Dit vroegen enkele Cakchiquel-indianen aan Townsend, die als Bijbelcolporteur grote, zwartgekafte Spaanse bijbels probeerde te verkopen in Guatemala. Hij had hen verteld dat dit boek een belangrijke boodschap van de almachtige God voor hen had. Hun indringende vraag zette hem aan het denken, totdat hij in 1917 het besluit nam om bij de Cakchiquel-indianen in Guatemala te gaan wonen om hen zelf de Bijbel in hun taal te brengen.
Townsend realiseerde zich hoe groot de behoefte aan Bijbelvertalingen was. Hij besefte dat er nieuwe medewerkers nodig waren die een goede taalkundige training moesten krijgen voor het beschrijven van onbekende talen. Zo organiseerde hij in 1934 een zomercursus in taalkunde op een boerderij in Arkansas met twee studenten. Het Summer Institute of Linguistics (Zomerinstituut voor Taalwetenschap) was geboren. Het volgende jaar kwamen er vijf studenten. Na die cursus besloten vier van de vijf cursisten om mee te gaan met Townsend en zijn vrouw om onder de indianen van Mexico te gaan wonen. Jaarlijks kwamen er meer studenten op de zomercursussen.
Enige tijd na de oprichting van het Summer Institute of Linguistics (SIL) werd de partnerorganisatie Wycliffe Bijbelvertalers (WBT) opgericht om zorg te dragen voor:
- de werving en begeleiding van nieuwe medewerkers
- het onderhouden van relaties met de kerken in de thuislanden
- de financiën.

De zomercursussen in Arkansas gingen door en in 1941 was er een aanzienlijk aantal deelnemers. In dat jaar deed een professor van de Universiteit van Norman in Oklahoma mee met de cursus. Deze was zo onder de indruk van het werk, dat hij werd uitgenodigd om op die universiteit te doceren. Tot 1987 was er een samenwerkingsverband tussen SIL en de universiteit van Oklahoma, waarbij in totaal ongeveer 10.000 studenten werden opgeleid in vakken als algemene taalwetenschap, alfabetisering en intercultureel werk.

## Wycliffe wereldwijd
Ook in andere landen dan de Verenigde Staten werden Bijbelvertalers gerekruteerd en opgeleid, zoals in Australië en Engeland, later ook in andere Europese landen. In de beginperiode werd nog alleen in Midden- en Zuid-Amerika gewerkt. Vertalers gingen in afgelegen dorpen wonen. Meestal werden de programma's uitgevoerd met de uitdrukkelijke steun van de overheid en de resultaten werden beschikbaar gesteld aan de nationale universiteiten in de betreffende landen en aan de academische wereld in het algemeen. Daarna is het werk ook in andere gebieden begonnen, zoals de Filipijnen (1953), Azië en Afrika (vanaf 1962), en in Europa (1974).
Volgens de internationale statistieken zijn er wereldwijd 513 complete Bijbelvertalingen. In 1294 talen is alleen het Nieuwe Testament beschikbaar. Verder zijn er nog 1010 talen waarin een of meerdere Bijbelboeken vertaald zijn. In totaal zijn er dus 2087 talen met een bijbel of een gedeelte hiervan. Van 2167 talen, verspreid over ongeveer 131 landen is bekend dat er een actief project is voor vertaling of taalontwikkeling. Bij 79 procent van deze projecten is personeel van Wycliffe Global Alliance betrokken. Er zijn naar schatting bijna zevenduizend talen op de wereld. Wycliffe verwacht dat er nog in 1919 talen een vertaalproject gestart moet worden.

## Wycliffe in Nederland
In 1968 kwamen Wilson en Vivian Stiteler uit de Verenigde Staten om het Wycliffe werk in Europa uit te bouwen. Ze hielden een presentatie voor een groep Navigators. Onder hun gehoor zaten toen ook Piet Koen en Joke Boot. Koen was naar eigen zeggen "verpletterd dat er zoveel mensen zijn die geen bijbel in hun eigen taal hebben". Het liet hem niet los en in 1969 gaf hij zijn baan bij de bank op om zich geheel te wijden aan de oprichting van de Nederlandse Wycliffe afdeling. De eerste bestuursleden waren Gien Karssen, Herman Heule, Hans Keijzer, Piet Koen, Wilson Stiteler en Marinus Wiering. Oprichting in Nederland: 1970.
In februari 1971 werden de eerste Nederlandse Wycliffe-medewerkers uitgezonden: Marinus en Elisabeth Wiering. Zij gingen vertaalwerk doen onder de Dowajo's in Kameroen.
Piet Koen was inmiddels getrouwd met Joke Boot. Ze woonden en werkten op een etage van een Amsterdams herenhuis, waar het eerste Wycliffe kantoor was ingericht. In 1974 verhuisde het kantoor naar een verdieping van een villa aan de Hoofdstraat in Driebergen.
De grote uitdaging in de beginjaren waren de financiën. Gaandeweg groeide het aantal leden, waardoor ook de inkomsten voor het kantoor stegen. Na de eerste tien jaar is het aantal veldwerkers snel gestegen. Begin jaren negentig kwam het aantal rond de 100 te liggen en Wycliffe werd daarmee een van de grootste zendingsorganisaties van Nederland. Dit aantal is intussen doorgegroeid tot 135 veldwerkers in 2017. In 2013 waren dit er nog 142. De wereldwijde trend dat er steeds meer kortverbanders worden uitgezonden is aan Wycliffe Nederland niet voorbijgegaan, hoewel het percentage langverbandmedewerkers relatief hoog is. De totale begroting over 2017 bedroeg ruim 5.6 miljoen euro.

## Werkwijze
De rol van de buitenlandse medewerker verandert. Afhankelijk van de omstandigheden en behoeften van een bepaalde afdeling in een bepaald land waar Bijbelvertaalwerk gedaan wordt, kunnen taalteams op verschillende wijzen ingezet worden.

### Traditionele benadering
Hierbij is meestal één vertaalteam verantwoordelijk voor een vertaalprogramma totdat het klaar is. In de praktijk betekent dit meestal: totdat het Nieuwe Testament en delen van het Oude Testament voltooid zijn. Deze benadering zal in veel situaties nog steeds de beste aanpak zijn.

### Verwante-talen-projecten
In deze opzet wordt niet één team aan één enkele taal toegewezen, maar aan een verzameling verwante talen.
Elk teamlid gaat eerst bij een specifieke taalgroep wonen en werken om de taal en cultuur enigszins te leren kennen, maar ook om binnen of buiten de kerken medewerkers te vinden voor het vertaal- of alfabetiseringswerk, hun de mogelijkheid te bieden verdere training te volgen of die zelf te geven, eventueel sponsors buiten de taalgemeenschap te vinden om het vertaal- en alfabetiseringswerk te financieren, enz.
Vervolgens kunnen verschillende taken verdeeld worden: niet meer één taal per team, maar per persoon een taak voor een verzameling talen: organisatie, alfabetisering, taalkundig werk, exegese, en dergelijke.
Het is hierbij de bedoeling dat de buitenlandse medewerkers zich terughoudender opstellen dan in het verleden: niet wat betreft persoonlijke betrekkingen met leden van de taalgroep natuurlijk, maar wat betreft het nemen van verantwoordelijkheid voor en het daadwerkelijk uitvoeren van een vertaalproject. Het is de bedoeling dat zo veel mogelijk moedertaalsprekers zelf hierin hun verantwoordelijkheid nemen en alle kansen krijgen om begeleid en getraind te worden en opleidingen binnen en buiten het gebied te volgen.
Een nieuwe medewerker kan zich specialiseren op een bepaald terrein, bijvoorbeeld de klankleer (fonologie) en leert met die kennis verschillende verwante talen van dienst te zijn en erover te publiceren. Specialisaties zijn mogelijk op het gebied van taalkunde, antropologie, sociolinguïstiek, alfabetisering, vertaling, Bijbelgebruik en audiovisuele media.